# Вилкова, Нина Григорьевна
Нина Григорьевна Вилкова (род. 24 сентября 1943) — российский юрист, специалист по гражданскому праву и правовому регулированию международных коммерческих контрактов; доктор юридических наук (2002); профессор кафедры частного права Всероссийской академии внешней торговли; член Королевского института арбитров (СIArb, Лондон); член президиума Международного коммерческого арбитражного суда при ТПП РФ; заслуженный юрист РФ.

## Биография
Окончила Юридический факультет МГУ (1967). В 1979 году защитила кандидатскую диссертацию «Срок исполнения в договоре внешнеторговой купли-продажи», в 2002 году — докторскую диссертацию «Международные коммерческие контракты: теория и практика унификации правового регулирования».

## Награды
- Орден Дружбы (27 марта 2023 года) — за заслуги в научно-педагогической деятельности, подготовке квалифицированных специалистов и многолетнюю добросовестную работу[1]
- Заслуженный юрист Российской Федерации (18 ноября 2003 года) — за заслуги в укреплении законности и многолетнюю добросовестную работу[2]

## Работы
Является автором и соавтором более 200 научных публикаций, включая более дести монографий; она специализируется, в основном, на правовых проблемах регулирования международных коммерческих контрактов:
- Комментарий к Конвенции ООН о договорах международной купли-продажи товаров (Венской конвенции) (М., 1994)
- Комментарии к Гражданскому кодексу РФ,
- К. Шмиттгофф «Экспорт: право и практика международной торговли» (М., 1993), переводчик.
- «Правовое регулирование внешнеэкономической деятельности» (М., 2000), три главы.
- «Международный финансовый лизинг» (М., 1997)
- «Юридические способы продвижения товаров в международном коммерческом обороте» (М., 2003).
- «Комментарий к ИНКОТЕРМС 1990 и 2000» Я. Рамберга (публикации № 461 и 620);
- «Типовой коммерческий агентский контракт МТП» (1-е изд. — публикация № 496; 2-е изд. — публикация № 644).